# Kwakiutl (taal)
Het Kwakiutl (ook wel Kwagiutl of Kwak'wala genoemd) is een inheemse taal in Noord-Amerika die wordt gesproken door sommige Kwakwaka'wakw. Het aantal sprekers bedraagt circa 5% van de totale Kwakwaka'wakw-bevolking.

## Geschiedenis
In de 19e en de 20e eeuw liep het aantal Kwak'wala-moedertaalsprekers sterk terug, met name als gevolg van het assimilatiebeleid van de Canadese regering. Eind 20e eeuw stabiliseerde de positie van het Kwak'wala zich enigszins, maar het feit dat de taal tegenwoordig nog maar door weinig kinderen als moedertaal wordt aangeleerd maakt overleving op termijn onwaarschijnlijk, ondanks de bereidheid en verwoede pogingen om de taal in stand te houden.
Eind 19e en begin 20e eeuw is het Kwak'wala grondig bestudeerd door Franz Boas, die ook een orthografie ontwikkelde om de taal schriftelijk vast te leggen. Later werd door David Grubb een alternatief schriftsysteem ontwikkeld dat voor de Kwakwaka'wakw gemakkelijker te hanteren was.

## Dialecten
Kwakwaka'wakwa betekent "zij die Kwak'wala spreken". De taal werd oorspronkelijk gesproken door leden van enkele verschillende stammen die met elkaar in contact kwamen. Hierdoor ontstonden 4 verschillende Kwak'wala-dialecten. Andere leden van de Kwakwaka'wakwa-stam spreken daarnaast nog het Liq'wala. Men is het er niet eens of dit laatste een zelfstandige taal dan wel een dialect van het Kwak'wala is. Met name de spelling van het Liq'wala wijkt nogal af van die van het Kwak'wala.

### Syntaxis
Het Kwak'wala kent slecht 3 woordsoorten: het predicaat/zelfstandig naamwoord, het grammaticaal partikel en de exclamatoire vormen. Zelfstandige naamwoorden worden over het algemeen afgeleid van werkwoorden; zo betekent k’ʷas’ bijvoorbeeld "zitten", maar in combinatie met lidwoord-achtige partikelen betekent hetzelfde basiswoord bijvoorbeeld "degene die zit": jəχa - k’ʷas’ (zie ook substantivering). Dankzij de vele mogelijkheden tot incorporatie kan een zin soms alleen maar uit een gezegde bestaan. In zinnen met een ingewikkeldere syntactische bouw is de volgorde altijd "stam/gezegde - onderwerp - lijdend voorwerp - instrumentalis - meewerkend voorwerp":
|  |              |                 |                     |              |
|  | [kʷixidida]  | [bəɡʷanəmaχa]   | [q’asasis]          | [t’əlwaɢaju] |
|  | [kʷixid-ida] | [bəɡʷanəm-a-χa] | [q’asa-s-is]        | [t’əlwaɢaju] |
|  | knuppelde-de | man-OBJ-de      | zeeotter-INSTR-zijn | knuppel      |

|  |                                                       |  |
|  | "De man knuppelde de zeeotter dood met zijn knuppel". |  |

Er wordt zowel gebruikgemaakt van suffixen als van clitica, bijvoorbeeld voor het aangeven van deixis, naamval en bepaaldheid. Clitica worden over het algemeen aan de linkerkant van zelfstandige naamwoorden geplaatst, waarbij ze in fonologisch opzicht bij het voorafgaande woord lijken te horen: zo hoort in kʷixidida bəgʷanəmaχa het cliticum -ida niet bij het werkwoord kʷixid maar bij het zelfstandig naamwoord bəgʷanəmaχa.

### Fonologie
Het Kwak'wala heeft zowel veel klanken gemeen met andere Wakashtalen als met naburige taalfamilies, zoals de Salishtalen.
In vergelijking met veel andere talen is het Kwak'wala rijk aan medeklinkers. Deze worden onderverdeeld in stemhebbende, stemloze en ejectieven. Daarnaast zijn er zowel ronde als niet-ronde dorsalen. Er zijn echter geen zuivere velare medeklinkers; deze zijn allemaal ofwel gepalataliseerd ofwel gelabialiseerd.
Het Kwak'wala kent verder de klinkers a, e, i, o, u en ə, waarvan er enkele ook fonematisch worden onderscheiden naar lengte. De klinkers a en ə zijn zowel fonemen als allofonen.
|             |                 | Bilabiaal | Alveolaar       | Alveolaar | Palataal | Velaar      | Velaar  | Uvulaar | Uvulaar | Glottaal |
| centraal    | Lateraal        | Bilabiaal | gepalataliseerd | Labiaal   | Palataal | enkelvoudig | labiaal |         |         | Glottaal |
| ----------- | --------------- | --------- | --------------- | --------- | -------- | ----------- | ------- | ------- | ------- | -------- |
| Nasaal      | enkelvoudig     | [m]       | [n]             |           |          |             |         |         |         |          |
| Nasaal      | geglottaliseerd | [mˀ]      | [nˀ]            |           |          |             |         |         |         |          |
| Plosief     | stemloos        | [p]       | [t]             |           |          | [kʲ]        | [kʷ]    | [q]     | [qʷ]    | [ʔ]      |
| Plosief     | stemhebbend     | [b]       | [d]             |           |          | [ɡʲ]        | [ɡʷ]    | [ɢ]     | [ɢʷ]    |          |
| Plosief     | Ejectief        | [pʼ]      | [tʼ]            |           |          | [kʲ]        | [kʼʷ]   | [qʼ]    | [qʼʷ]   |          |
| Affricaat   | stemloos        |           | [ts]            | [tɬ]      |          |             |         |         |         |          |
| Affricaat   | stemhebbend     |           | [dz]            | [dl]      |          |             |         |         |         |          |
| Affricaat   | ejectief        |           | [tsʼ]           | [tɬʼ]     |          |             |         |         |         |          |
| Fricatief   |                 |           | [s]             | [ɬ]       |          | [xʲ]        | [xʷ]    | [χ]     | [χʷ]    | [h]      |
| Approximant | enkelvoudig     |           |                 | [l]       | [j]      |             | [w]     |         |         |          |
| Approximant | geglottaliseerd |           |                 | [lˀ]      | [jˀ]     |             | [wˀ]    |         |         |          |

Een lettergreep is zwaar als hij een lange klinker of moraïsche coda bevat, en anders licht. Een moraïsche coda is een niet-geglottaliseerde sonorant. Als een woord een of meerdere zware (bimoraïsche) lettergrepen bevat, valt de hoofdklemtoon in het Kwak'wala altijd op de meest linkse lettergreep. In andere gevallen valt hij op de meest rechtse.
In het Kwak'wala treedt Auslautverhärtung op. In het midden van woorden behouden stemhebbende medeklinkers hun onderliggende vorm dankzij epenthesis.

## Morfologie en morfofonologie
Net als andere Wakashaanse talen kent ook het Kwak'wala en zeer uitgebreide morfologie met veel suffixen. Wanneer suffixen achter de stam van woorden worden vastgehecht, treden twee basiveranderingen op: fortitie en lenitie. Daarnaast kan - net als in bijvoorbeeld het Elamitisch - de stam ook worden "verlengd" door klinkerverlenging of reduplicatie.

#### Fortitie en lenitie
Suffixen kunnen neutraal, verzwakkend of versterkend zijn, hetgeen wordt weergegeven door middel van de symbolen '-', '=' of '-!'. Verzwakkende suffixen veranderen ejectieven aan het einde van de stam in stemloze medeklinkers en stemloze medeklinkers in stemhebbende, terwijl versterkende suffixen het tegenovergestelde doen. Voor de rest beïnvloeden sommige van deze suffixen alle medeklinkers en andere alleen de plosieven.

#### Stamuitbreiding
Daarnaast kan een suffix de slotklinker stam waar het aan wordt vastgehecht ook langer maken of reduplicatie van de slotmedeklinker veroorzaken. Er worden 7 suffixhoofdklassen met vele subklassen onderscheiden, met uiteenlopende effecten op 20 verschillende stammen:
|        | Wortel |              |   |    |   |                   |                   |                    |              |              | Suffix    |           |               |     |          |               |       |            |       |        |
| ------ | ------ | ------------ | - | -- | - | ----------------- | ----------------- | ------------------ | ------------ | ------------ | --------- | --------- | ------------- | --- | -------- | ------------- | ----- | ---------- | ----- | ------ |
| Klasse | Vorm   | bijvoorbeeld | 1 | 1a | 2 | 3a                | 3b                | 3c                 | 3d           | 3e           | 3f        | 3g        | 3h            | 4   | 5        | 6a            | 6b    | 6c         | 6d    | 7      |
| A1.    | CəT    | [nəp]        | = | =  | - | - of V+=          | -                 | -                  | [ˈa] of +[ə] | [ˈa]         | -         | - of ˘+=  | [ˈa] of CVC*a | ˘+= | [aː]+[a] | -             | -     | [ˈa]       | -     | [eː]+v |
| A2.    | CəR    | [kən]        | = | -  | - | -                 | -                 | -+=                | = of ˘+=     | ˘+=          | - of ˘+=  |           | ˘+=           | ˘+= | [aː]+=   | -+˘ of -      | -+˘   | -+˘        | -+˘   | -+˘    |
| A3.    | CəY    | [dəy]        | = | -  | - | -                 | - of V+=          | ˘+= of -"          | - of ˘+=     | ˘+=          | ˘+=       | -" of ˘+= | ˘+=           |     |          | -+˘           | -+˘   | -+˘        | -+˘   | -+˘    |
| A4.    | CəD    | [wˀəd]       | = | =  | - | -                 | -                 | -                  | ˈ-           | -            | -         | -         | -             |     |          | -             | = (?) | -          |       | [eː]+˘ |
| A5.    | CəTʼ   | [χəkʲʼ]      | = | =  | - | -                 | -                 | -                  | ˈ-           | -            | -         |           | =             | ˘+= | [aː]+=   | -             | -     |            |       | [eː]+˘ |
| A6.    | CəRˀ   | [tsʼəmˀ]     | = | =  | - | -                 |                   | =                  | ˈ-           | ˈ-           |           |           |               |     | ˘+=      | ˘+=           | ˘+=   | -          | -     | [eː]+˘ |
| B1.    | CVT    | [ɡuːkʷ]      | = | =  | = | - of -+˘          | -" of ˘+=         | ˘+= of -" of CajaC | -" of ˘+=    | -" of ˘+=    | -" of ˘+= | -" of -+= | ˘+=           | ˘+= | [aː]+=   | -+˘ of -+[aː] | -+v   | - of -+[a] | -+[a] | -+˘    |
| B2.    | CVR    | [qʼuːm]      | = | =  | = |                   |                   |                    |              |              | ˘+=       |           |               |     |          | ˘+- of [ɘm]   | -+˘   |            |       |        |
| B3.    | CVY    | --           | = | =  | = |                   |                   |                    | -" of ˘+=    |              |           |           |               |     |          | ˘+-           |       |            |       |        |
| B4.    | CVD    | [juːɡʷ]      | = | =  | = |                   |                   | ˘+= of ˈ-          |              |              | -" of ˘+= | ˘+=       |               |     |          |               |       |            |       |        |
| B5.    | CVTʼ   | [siːqʼ]      | = | =  | = | =                 |                   | ˘+=(a)             | - of ˘+=     |              | ˘+=       | v+=       |               |     |          | ˘+-           | -+˘   | - or ˘+-   |       |        |
| B6.    | CVRˀ   | [waːnˀ]      | = | =  | = | =                 |                   | ˘+=                |              |              | ˘+=       |           |               |     |          | -             |       |            |       |        |
| C1.    | CVRT   | [qəns]       | = | =  | = | - of -+˘ of CaRaC | - of ˘+= of CaRaC | ˘+= of CaRaC       | - of ˘+=     | ˘+= of CaRaC | ˘+= of -  | - of ˘+=  | ˘+=           | ˘+= | [aː]+=   | -+˘           | -+=   | -+=˘       | -+˘   | -+=    |
| C2.    | --     | --           |   |    |   |                   |                   |                    |              |              |           |           |               |     |          |               |       |            |       |        |
| C3.    | --     | --           |   |    |   |                   |                   |                    |              |              |           |           |               |     |          |               |       |            |       |        |
| C4.    | CɘRD   | [mɘndz]      | = | =  |   |                   |                   | v+=                | - of ˘+=     |              |           | v+=       |               |     |          |               |       | ˘+-        |       |        |
| C5.    | CɘRTʼ  | [jɘnkʲʼ]     | = | =  |   | =                 |                   | ˘+=                | - of ˘+=     | ˘+=          |           | v+=       |               |     |          |               |       | ˘+-        |       |        |
| C6.    | CɘRˀT  | [ɡʲɘmˀxʲ]    | = | =  |   | =                 |                   | -                  |              |              |           |           |               |     |          |               |       |            |       |        |
| D.     | CəTT   | [tsʼəɬkʲ]    | = | =  |   |                   |                   | ˘+=                | -" of ˘+=    | ˘+=          | ˘+=       | ˘+=       |               |     | [aː]+?   | [aː]+˘        |       |            |       | -+˘    |

Een voorbeeld van een versterkend suffix is -![əm] "uitsluitend; waar, werkelijk; slechts één; gewoon":
| Wortelklasse | Wortel    | Vorm met suffix               | Vertaling                            |
| ------------ | --------- | ----------------------------- | ------------------------------------ |
| A1           | [məxʲ]    | [maːnˀəm]                     | "met de vuist en niets anders slaan" |
| A2           | [kʲən]    | [kʲəkʲənˀəmxʲʔid]             | "echt,helemaal losraken"             |
| A3           | [qʼəj]    | [qʼaqʼajˀəm]                  | "echt veel"                          |
| A4           | [wˀəd]    | [wˀadaʔəm]                    | "echt koud"                          |
| A5           | [χəkʲʼ]   | [χaːkʲʼaʔəm]                  | "echt wegblijven"                    |
| A6           | [ɬəlˀ]    | [ɬaːlaʔəm]                    | "echt dood"                          |
| B1           | [ɡʲuːkʷ]  | [ɡʲəɡʲuːkʷʼəm]                | "een huis en niets anders"           |
| B2           | [ɡʲaːl]   | [ɡʲəɡʲaːlaʔəm]                | "echt eerst"                         |
| B4           | [juːɡʷ]   | [jˀəjˀuːɡʷamˀ] or [jˀuːɡʷamˀ] | "echt regen"                         |
| B5           | [χanˀ]    | [χəχaːnˀaʔəm]                 | "echt naakt"                         |
| C1           | [ləmχʷ]   | [lələmwˀəm]                   | "echt droog"                         |
| D            | [pʼədəkʲ] | [pʼaːdəkʲʼəmxʲʔid]            | "het wordt echt donker"              |

## Morfosyntaxis
Niet alleen de morfologie maar ook de morfosyntaxis van het Kwakiutl is zeer uitgebreid. Suffixen worden in de eerste plaats naar betekenis in zinsverband opgedeeld. Daarbij vallen de volgende hoofdcategorieën te onderscheiden:
1. Algemene locatieven: bijvoorbeeld =axʲsa "away" (maːxts’axʲsa "uit schaamte weggaam"); =ʔdzu "op een vlak voorwerp" (ʔaleːwədzəweʔ "Orion").
2. Speciale locatieven: bijvoorbeeld -ʔstu "ronde opening, oog, deur" (tɬeːχ’ʷstu "een ronde plek missen"); =is "open ruimte, bodem van zee, wereld, strand, in lichaam" (mʔəɡʷiːs "rond ding in maag").
3. Speciale locatieven die naar lichaamsdelen verwijzen: bijvoorbeeld -!pəla "keel" (teːk’ʷəpəla "op de borst hebben hangen"); -!iq "in gedachten" (nʔeːnʔk’ʲiχ’id "om te beginnen bij zichzelf zeggen").
4. Vormbeperkingen: over het algemeen gebruikt in combinatie met telwoorden, bijvoorbeeld =ukʷ' "menselijke wezens" (malʔuːkʷ "twee personen"); -ts’aq "lang" (nʔəmp'inats’axsta "slechts eenmaal langs dorpsstraat").
5. Temporele suffixen: bijvoorbeeld -xʲid "recente verleden" (qaːsaxʲid "hij ging (ongeveer een week geleden)"); -ajadzəwʔaɬ "was, deed (gewoonlijk)" (t͡ɬiːq'inuχajadzəwʔaɬ "was een kanobouwer").
6. Suffixen waarmee een transitief werkwoord wordt gecreëerd uit een andere woord, dat zowel een ander werkwoord als een zelfstandg naamwoord kan zijn: bijvoorbeeld -a : cf. ʔamχ "waterdicht" en ʔamχa "waterdicht maken"; en jaːsikʷ "talk" en jaːsikʷa "met talk besmeren".
7. Aspect: e.g. -(ə)s "voortdurend" (-!məmiːχəs "de hele tijd doorslapen"); -aːɬa ("in de positie zijn om een handeling te verrichten") (xʲuːsaɬa "uitrusten").
8. meervoud (van mensen): bijvoorbeeld -xʲdaʔχʷ (ʔaχiːdəxʲdaʔχʷ "ze namen").
9. Mode: bijvoorbeeld -uʔ "hypothetisch" (qasuʔ wətɬasuʔtɬuʔ "als je daarom gevraagd zou worden"); -xʲ "aansporend" (ɢʷalaxʲənts "zorg dat wij dit niet doen!")
10. Passief: bijvoorbeeld =əm "passivum van werkwoorden met instrumentalis" (halaːɢimaχa maːmajuɬtsila "er wordt voor betaald om vroedvrouw te zijn"); -ɬ "passivum van werkwoorden die gevoelens verorozaakt door uitwendige acties of geestelijke handelingen utidrukken" (ʔamdəɬ "een steenpuist krijgen").
11. Beperking van het grammaticale onderwerp: bijvoorbeeld -(xʲ)sanala "sommige" (huːχʷsanalagʲəliɬ "sommigen van hen vomeerden in huis"); -amənqʷəla "sommige" (kʲ'əlxʲamənqʷəla "sommige zijn nog niet rijp").
12. Naamwoordelijke suffixen: bijvoorbeeld -!ənχ "seizoen" (xʲaːmʔaʔənχ "seizoen van voedselschaarste"); =id "degene door wie men wordt bezeten als" (q’aːgʷid "meester (degene door wie men als slaaf wordt bezeten)").
13. Werkwoordelijke suffixen: bijvoorbeeld =alisəm "sterven als gevolg van inwendige moeilijkheden" (xʷəljalisəm "sterven van verlangen"); -buɬa "beweren" (q’ʷaːsabuɬa "beweren te schreeuwen").
14. Bijwoordelijke/ Atributieve suffixen: bijvoorbeeld -kʲas "waar, werkelijk" (nənwalak’ʷinikʲasus "jouw/uw echte bovennatuurlijke kracht"); -dzi "omvangrijk" (q’aːsadzikʲas "een groot aantal zeeotters").
15. Bron van informatie: bijvoorbeeld -lʔ(a) "er wordt gezegd" (χəntɬəlalʔ "er wordt gezegd heel veel"); -ʔənɡʲa "in een droom" (laʔənɡʲa "in een droom werd gezien dat hij ging").
16. Mate van zekerheid: bijvoorbeeld -ɡʲanəm "misschien" (suːɡʲanəm "jij misschien"); -dza "benadrukte zekerheid" (ladzatɬən "Ik sta op het punt om te gaan").
17. Voegwoorden: bijvoorbeeld -mʔ "verwijzend naar een vorig onderwerp van gesprek of vertelling"; -t'a "maar, anderzijds".
18. Emotionele houdingen: e.g. -idl "verbazingwekkend!" (saʔidla "ben jij dat?!"); -niʔsdl "oh als toch eens!" (-ɡʲaːχniʔsdliʔ "oh, als hij toch eens kwam!").
19. Hulpsuffixen: e.g. -ɡʲəɬ "ononderbroken beweging, weg" (uːχtɬəɡʲəɬəχsa "een lading optillen uit een kano"); -əm "meervoud van locatiefsuffixen" (jəpəmliɬ "in een rij in het huis staan").

## Buigingssuffixen
Het Kwak'wala kent zowel suffixen die aan het gezegde worden toegevoegd als nominale clitica die al dan niet congrueren met een zelfstandig naamwoord. In de vervoeging worden door middel van de verbale suffixen allerlei subtiele betekenisnuances weergegeven, bijvoorbeeld of het onderwerp zichtbaar of onzichtbaar is voor de spreker en waar het zich bevindt. Ook evidentialiteit wordt op deze manier weergegeven.
Op dezelfde manier wordt door middel van nominale clitica extra informatie verschaft over het bijbehorend zelfstandig naamwoord, alleen doen deze clitica tevens dienst als apart woord (ze zijn daarmee dus bijvoorbeeld vergelijkbaar met bijvoeglijk naamwoorden, maar kunnen ook nog veel andere functies vervullen).